# ファロン (ネバダ州)
ファロン（Fallon）は、アメリカ合衆国ネバダ州の都市。チャーチル郡の郡庁所在地である。人口は9,327人（2020年）。リノの東90キロメートルに位置している

## 歴史
1896年設立。1908年に法人化し「ファロン市」が誕生した。1910年代にリンカーン・ハイウェイ、1930年代には国道95号線が開通し道路交通の要所になった。その後に建設された州間高速道路80号線からは大きく外れている。

## 施設
ファロン海軍航空基地は、1942年開設の歴史ある軍用飛行場である。1996年にアメリカ海軍戦闘機兵器学校（通称 TOP GUN）がサンディエゴから移転し、その重要性が増した。

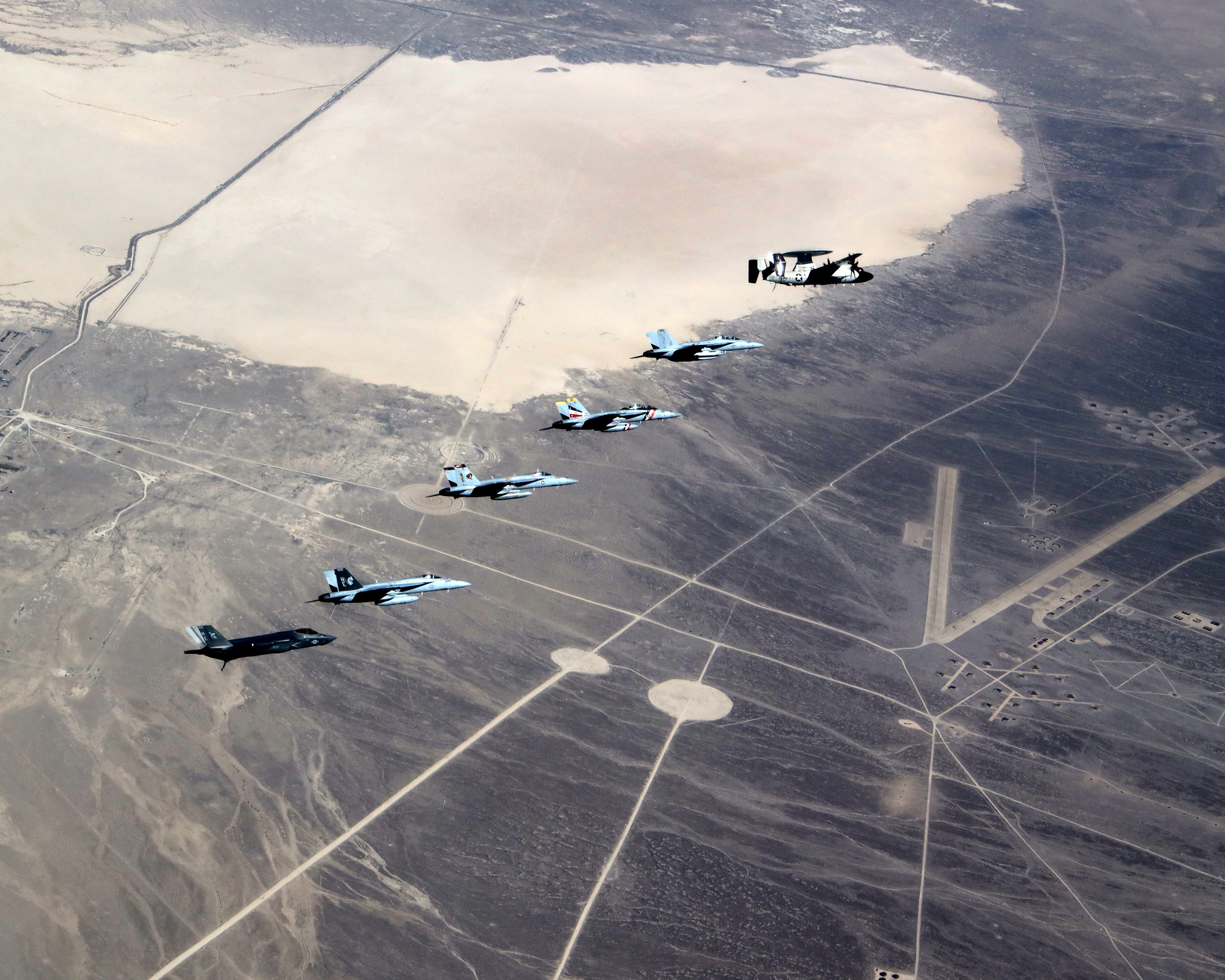
ファロン海軍航空基地